# Água branca

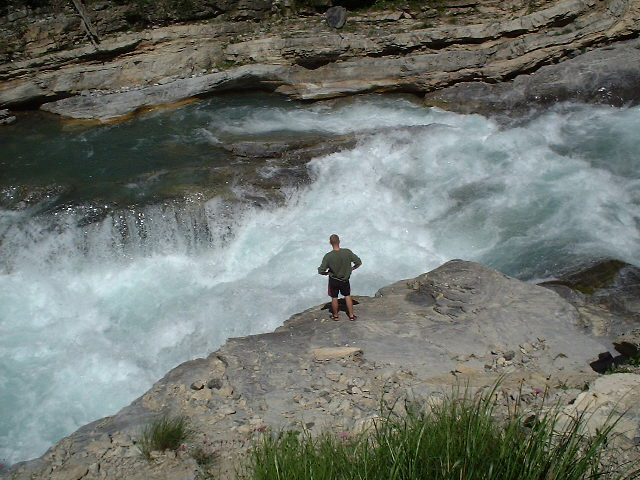
Água branca sobre o rio Guil (Alpes Franceses)

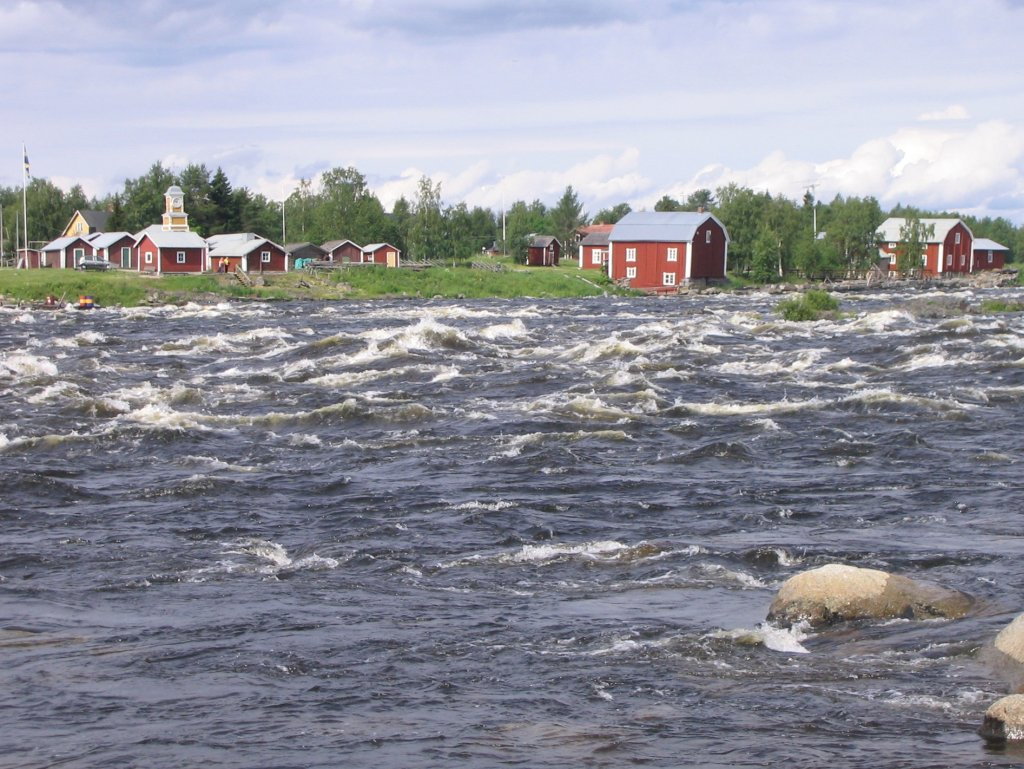
Águas brancas do Rio Torne, entre Suécia e Finlândia.

Água branca é formada em uma corredeira, quando o gradiente de um rio aumenta o suficiente para perturbar seu fluxo laminar e criar turbulência, i.e., forma uma corrente instável borbulhante ou aerada; a água espumosa aparece em cor branca. O termo também é usado livremente para se referir ao fluxo menos turbulento, mas ainda agitado. Os caiaques, por exemplo, são definicos em seu desenho e na modalidade específica a que se destinam por este termo.